# Ivan Kaufmann
Ivan Kaufmann (* 10. prosinec 1957 Praha) je český mediální podnikatel, zakladatel a spolumajitel firmy Mediaprint & Kapa Pressegrosso.

## Mediální podnikatel
Do roku 1989 pracoval v bratislavském podniku zahraničního obchodu SLOVART, který se zabýval vývozem a dovozem kulturních hodnot. Po Sametové revoluci začal na Slovensko dovážet rakouské deníky Neue Kronen Zeitung a Kurier, které nejprve sám v ulicích Bratislavy kolportoval, později vytvořil distribuční síť vlastních kolportérů.
Později spolu se společníkem založil firmu KAPA Impulz a rozšířil podnikání na celé Slovensko. V roce 1990 expandoval do Česka. Narůstající obrat a potřeba další expanze si vyžádaly nalezení strategického partnera, kterým se stala německá mediální skupina WAZ. S tou založil na Slovensku společnost Mediaprint & Kapa Pressegrosso a později český podnik se stejným názvem. 
Po rozpadu Československa v roce 1992 slovenskou společnost prodal a zaměřil se na podnikání v Česku. Kaufmannova společnost se stala přímým konkurentem PNS. Jeho firma Mediaprint & Kapa Pressegrosso byla první, která periodický tisk v tuzemsku distribuovala přes sítě čerpacích stanic a později obchodní řetězce.
V roce 2021 Kauffmann otevřel v pražských Štěrboholech nejmodernější evropské distribuční centrum tisku. V té době společnost Mediaprint & Kapa Pressegrosso dosáhla téměř 50% podílu na trhu s distribucí periodických publikací s obratem 5 miliard korun ročně.  

## Vznik a krach Deníku Impuls
S rostoucím podílem na trhu se Kaufmann stával trnem v oku velkým vydavatelům. Jeho obchodní praktiky vyvrcholily v letech 2002–2004 do obchodního sporu, kterým se vzhledem k politické citlivosti musel zabývat i parlament.
Obchodní spor mezi společnostmi PNS a Mediaprint & Kapa Pressegrosso vypuknul poté, co majitelé PNS, kteří byli současně vydavateli největších českých deníků, vypověděli Mediaprintu distribuční smlouvy a přestali využívat jeho služby. To vedlo k zásadnímu posunu na distribučním trhu v České republice – vydavatelé a zároveň majitelé největší distribuční společnosti podle Kaufmanna vytvořili v podstatě kartel, který uzavřel český mediální trh pro ostatní vydavatele, kteří nevlastnili podíly v PNS. Případem se začal zabývat Úřad pro hospodářskou soutěž, soudy a Poslanecká sněmovna. 
Ivan Kaufmann ve snaze snížit svoji závislost na vydavatelích tisku založil bulvární Deník Impuls. Ten ale po půl roce přivedl k bankrotu a pár dní na to koupil podíly koncernu WAZ. Dobové komentáře říkaly, že snaha ovládnout podíly Němců byla skutečným cílem celého sporu. 

## Život
Ivan Kaufmann pochází ze známé bratislavské židovské rodiny, jeho otec se jako strojní inženýr podílel na stavbě vodního díla Gabčíkovo Nagymaros. Po absolvování matematického Gymnázia Aleksandra Markuša v Bratislavě vystudoval Obchodní fakultu Vysoké školy ekonomické (VŠE, dnes Ekonomická univerzita) v Bratislavě. Byl třikrát ženatý, z posledního manželství má syna Thomase. Vždy se věnoval sportu, po dobu studií a později během vojenské služby hrál výkonnostně volejbal.[zdroj?]
Jako miliardář si liboval v opulentních večírcích. Za svoje přátele považoval celou řadu celebrit, zejména Mekyho Žbirku. Mezi jeho blízké přátele patřila i moderátorka Iva Kubelková.
V současné době vlastní a spravuje jeden z největších průmyslových areálů v Praze ve Štěrboholech. Věnuje se také finančním transakcím a podílí se na vzniku své biografie.[zdroj?]

## Kuriozity
I když Kaufmanna prostřednictvím distribuovaných médií živil prodej reklamy, sám ji neměl rád. V rozhovoru pro týdeník Marketing & Média uvedl: „Patřím mezi ty spotřebitele, kteří zadavatelům reklamy radost nedělají. Neumím si představit, že bych používal deodorant anebo vodu po holení, kterou zahlédnu v reklamě. Rovněž jsem nikdy neměl žádné auto roku. Reklama mi dává pocit, že produkt se stává masovým, a mne již nepřitahuje.“